# Морозини, Пьермарио
Пьерма́рио Морози́ни (итал. Piermario Morosini; 5 июля 1986, Бергамо, Ломбардия — 14 апреля 2012, Пескара, Абруцци) — итальянский футболист, полузащитник.
Воспитанник клуба «Аталанта». В 2005 году перешёл в «Удинезе», но вскоре отправился в аренду в «Болонью». В 2007 году был куплен «Виченцой», а затем вновь «Удинезе». Как и многие игроки «Удинезе» он набирался опыта играя за другие команды на правах аренды. Он играл за «Реджину», «Падову», «Виченцу» и «Ливорно».
Выступал за юношеские сборные Италии до 17 и до 19 лет, а также за молодёжную сборную до 21 года. Участвовал в юношеском чемпионате Европы 2003 (до 17 лет) в Португалии и молодёжном чемпионате Европы 2009 в Швеции.
Умер во время матча итальянской Серии B из-за остановки сердца. «Виченца» и «Ливорно» пожизненно закрепили за ним 25 номер, под которым он играл.

## Биография
Пьермарио Морозини родился 5 июля 1986 года в Бергамо. Когда ему было 15 лет, в 2001 году умерла его мать Камилла, а через два года — отец Альдо, от генетической патологии. У брата и сестры Пьермарио — физические недостатки. В 2004 году его брат покончил жизнь самоубийством, выпрыгнув из окна. Его сестра живёт в специальном медицинском учреждении, так как страдает от тяжёлых психических расстройств. За год до смерти Пьермарио умерла его тётя Миранда, которой было 85 лет и которая воспитывала его после смерти родителей. Из близких родственников у него также остались кузен и тетя.

### Клубная карьера
Пьермарио вырос в «Аталанте». Я помню его ещё совсем молодым. Это был золотой человек, который всегда старался помогать своей семье. Он жил для своей семьи. <…> Увы, Морозини был очень несчастливым человеком. У него была самая несчастливая жизнь…
Начал заниматься футболом в команде «Полиспортива Монтероссо», располагающейся в окрестностях Бергамо, где и вырос Морозини. Он является воспитанником клуба «Аталанта» из его родного города Бергамо. В 2005 году в одном из интервью он заявил, что хочет играть в футбол на высоком уровне в память о своих покойных родителях и ради брата с сестрой. В сезоне 2004/05 в составе молодёжной команды «Аталанты» стал серебряным призёром чемпионата Примаверы, в финале турнира клуб уступил «Роме» (0:2).
В июне 2005 года Морозини был куплен «Удинезе», в состав команды перешёл вместе с другими игроками «Аталанты»: Чезаре Натали, Фаусто Россини, Марко Моттой и Массимо Готти. В команде он взял 25 номер. 23 октября 2005 года дебютировал в чемпионате Италии (Серии A) в домашнем матче на стадионе «Фриули» против миланского «Интернационале» (0:1), Морозини вышел на 50 минуте вместо Стефано Маури. Всего в Серии А провёл 5 матчей, в каждом из них выходя на замену, в общем наиграв в высшем дивизионе Италии около 130 минут. 16 марта 2006 года дебютировал в еврокубках в рамках 1/16 финала Кубка УЕФА в ответном матче против болгарского «Левски» (1:2), главный тренер «Удинезе» Роберто Сенсини доверил сыграть Пьермарио всю игру. Так как домашнюю игру «Удинезе» сыграл вничью (0:0), то после поражения на выезде клуб покинул турнир.
Летом 2006 года Морозини был отдан в первую в своей карьере аренду, в «Болонью» из одноимённого города, которая выступала в Серии В. Играл под 20 номером. В составе команды дебютировал 9 декабря 2006 года в домашнем матче против «Лечче» (3:1). Провёл 16 из 42 матчей, в которых получил 3 жёлтых карточки. Клуб по итогам сезона 2005/06 занял 7 место.
Летом 2007 года перешёл в «Виченцу», которая также выступала в Серии В. В команде Пьермарио взял 25 номер. Дебютировал 1 сентября 2007 года в домашнем матче против «Альбинолеффе» (1:1), главный тренер «Виченцы» Анджело Грегуччи доврил сыграть ему весь поединок. 18 марта 2008 года в выездном матче против «Модены» (1:1) на 48 минуте Морозини открыл счёт в игре и забил единственный гол в своей клубной карьере в ворота Джорджо Фреццолини. В сезоне 2007/08 Морозини сыграл в 34 играх и стал основным игроком «Виченцы». «Виченца» по итогам сезона заняла 17 место. В следующем сезоне 2008/09 Пьермарио сыграл 32 игры в Серии В, «Виченца» заняла 12 место. В Кубке Италии провёл 2 матча. В течение этих двух сезонов главным тренером был Анджело Грегуччи, под руководством которого он сыграл большинство своих игр в течение своей клубной карьеры.
Летом 2009 года был куплен «Удинезе» за полтора миллиона евро. Сразу после трансфера был отдан в полугодичною аренду в «Реджину», в команде играл под 25 номером. 12 сентября 2009 года дебютировал в составе «Реджины» в выездном матче против «Мантовы» (2:2). В составе «Реджины» в серии В провёл 17 игр, в которых получил 2 жёлтых карточки.
Зимой 2010 года перешёл на правах аренды в «Падову» с правом выкупа. В команде также играл под 25 номером. «Падова» по итогам сезона 2009/10 заняла 19 место, поэтому должна была отстаивать право остаться в Серии В в стыковых матчах. В итоге «Падова» обыграла по сумме двух матчей «Триестину» (3:0). Морозини сыграл за «Падову» 14 игр и вернулся в «Удинезе», так как клуб не использовал право на трансфер.
После, находясь в составе «Удинезе» на протяжении полугода, Морозини в Серии А не играл. Главный тренер Франческо Гвидолин доверил сыграть Пьермарио лишь в 2 матчах Кубка Италии, против «Падовы» (4:0) и «Лечче» (2:1). Также он поддерживал игровую форму выступая в Примавере — турнире для дублирующих команд.
Зимой 2011 года был отдан в аренду в «Виченцу», за которую ранее уже выступал. В команде он взял 21 номер, так как под 25 выступал бразилец Фелипе Чалегре. Всего за клуб в сезоне 2010/11 провёл 16 матчей в течение шести месяцев, в которых получил 5 жёлтых карточек. «Виченца» в Серии В заняла 12 место.
В конце января 2012 года был отдан в аренду в «Ливорно», с правом выкупа. Главным тренером команды тогда был Армандо Мадонна. В «Ливорно» Моро взял 25 номер. В составе команды дебютировал 12 февраля 2012 года в домашнем матче против «Виченцы» (1:1) Морозини вышел на 67 минуте вместо Мирко Бигацци. Первый полный матч за «Ливорно» отыграл 10 марта 2012 года против «Альбинолеффе» (4:1). 6 апреля 2012 года провёл последний матч за «Ливорно» против «Падовы» (1:2). Всего за «Ливорно» провёл 8 игр, в которых получил 2 жёлтых карточки. За «Ливорно» наиграл 462 минуты в 8 матчах.

### Карьера в сборной
В составе юношеской сборной Италии до 17 лет дебютировал 25 сентября 2001 года в 15 лет в матче против Украины (2:1). Морозини принял участие в квалификации на юношеский чемпионат Европы 2003, тогда Италия в своей группе заняла 1 место, обогнав Бельгию, Германию и Азербайджан.
Главный тренер юношеской сборной Италии Антонио Рокка вызвал Пьермарио на юношеский чемпионат Европы 2003 (до 17 лет), который проходил в Португалии. Был заявлен под 10 номером. Италия в своей группе заняла 3 место, уступив Англии и Испании и, обогнав Израиль, покинула турнир. Морозини на чемпионате сыграл все 3 игры. Всего за сборную до 17 лет провёл 16 матчей и забил 1 гол (в ворота Англии).
10 декабря 2003 года дебютировал в сборной до 19 лет в матче против Словении (0:2). Всего за юношескую сборную Италии до 19 лет провёл 19 матчей.
В составе молодёжной сборной Италии до 21 года дебютировал 12 ноября 2005 года в матче против Австрии (0:1). Морозини участвовал в отборочных матчах на молодёжный чемпионат Европы 2009. Тогда Италия в своей группе заняла 1 место, обогнав Хорватию, Грецию, Албанию, Фарерские острова и Азербайджан. В плей-офф итальянцы обыграли Израиль (0:0 и 3:1) и прошли на чемпионат Европы. Морозини был вызван Пьерлуиджи Казираги для участия в молодёжном чемпионате Европы 2009, который проходил в Швеции. На чемпионате играл под 5 номером. В своей группе Италия заняла первое место, обогнав Швецию, Сербию и Беларусь, вышла в полуфинал. Морозини на групповом этапе сыграл лишь в игре против Беларуси, заменив на 85 минуте Лука Чигарини. В полуфинале Италия уступила Германии (0:1), Морозини отыграл всю игру, так как был дисквалифицирован Клаудио Маркизио. За молодёжную сборную провёл 22 матча. В составе юношеских и молодёжной сборной он играл с такими игроками как Марио Балотелли, Клаудио Маркизио и Марко Мотта, в юношеской сборной до 17 лет он познакомился с Доменико Кришито, с которым впоследствии часто жил в одном гостиничном номере.

#### Матчи за молодёжную сборную Италии
| №  | Дата       | Место проведения                                     | Оппонент                       | Счёт | Соревнование                                     |
| 1  | 05.09.2006 | Тулло Морганьи, Форли                                | Австрия (до 21 года)           | 1:0  | квалификация на молодёжный чемпионат Европы 2007 |
| 2  | 12.12.2006 |                                                      | Люксембург (до 21 года)        | 2:0  | товарищеский матч                                |
| 3  | 01.02.2007 |                                                      | Австрия (до 21 года)           | 2:0  |                                                  |
| 4  | 21.02.2007 | Stadion an der Kreuzeiche, Ройтлинген                | Германия (до 21 года)          | 0:0  | товарищеский матч                                |
| 5  | 21.08.2007 | Стадион Альберто Пикко, Специя                       | Франция (до 21 года)           | 2:1  | товарищеский матч                                |
| 6  | 07.09.2007 | Stadio Briamasco, Тренто                             | Фарерские острова (до 21 года) | 2:1  | квалификация на молодёжный чемпионат Европы 2009 |
| 7  | 11.09.2007 | Niko Dovana Stadium, Дуррес                          | Албания (до 21 года)           | 0:1  | квалификация на молодёжный чемпионат Европы 2009 |
| 8  | 12.10.2007 | Stadio Guido Angelini, Кьети                         | Хорватия (до 21 года)          | 2:0  | квалификация на молодёжный чемпионат Европы 2009 |
| 9  | 16.10.2007 | Апостолос Николаидис, Афины                          | Греция (до 21 года)            | 2:2  | квалификация на молодёжный чемпионат Европы 2009 |
| 10 | 16.11.2007 | Stadio Bruno Recchioni, Фермо                        | Азербайджан (до 21 года)       | 5:0  | квалификация на молодёжный чемпионат Европы 2009 |
| 11 | 21.11.2007 | Торсволлур, Торсхавн                                 | Фарерские острова (до 21 года) | 0:1  | квалификация на молодёжный чемпионат Европы 2009 |
| 12 | 05.02.2008 |                                                      | Нидерланды (до 21 года)        | 2:1  | товарищеский матч                                |
| 13 | 25.03.2008 | Республиканский стадион имени Тофика Бахрамова, Баку | Азербайджан (до 21 года)       | 0:2  | квалификация на молодёжный чемпионат Европы 2009 |
| 14 | 05.09.2008 | Stadio Teofilo Patini, Кастель-ди-Сангро             | Греция (до 21 года)            | 1:1  | квалификация на молодёжный чемпионат Европы 2009 |
| 15 | 09.09.2008 | Stadion Anđelko Herjavec, Вараждин                   | Хорватия (до 21 года)          | 1:1  | квалификация на молодёжный чемпионат Европы 2009 |
| 16 | 11.10.2008 | Дель Конеро, Анкона                                  | Израиль (до 21 года)           | 0:0  | плей-офф на молодёжный чемпионат Европы 2009     |
| 17 | 15.10.2008 | Блумфилд, Тель-Авив                                  | Израиль (до 21 года)           | 1:3  | плей-офф на молодёжный чемпионат Европы 2009     |
| 18 | 11.02.2009 |                                                      | Швеция (до 21 года)            | 1:1  |                                                  |
| 19 | 31.03.2009 |                                                      | Нидерланды (до 21 года)        | 1:1  |                                                  |
| 20 | 09.06.2009 |                                                      | Дания (до 21 года)             | 4:0  |                                                  |
| 23 | 23.06.2009 | Олимпия, Хельсингборг                                | Беларусь (до 21 года)          | 2:1  | Чемпионат Европы среди молодёжных команд 2009    |
| 24 | 26.06.2009 | Олимпия, Хельсингборг                                | Германия (до 21 года)          | 0:1  | Чемпионат Европы среди молодёжных команд 2009    |

Итого: 22 матча; 16 победы, 6 ничьи, 0 поражений.

## Смерть
14 апреля 2012 года в выездном матче 33 тура Серии B против «Пескары» (0:2), на стадионе «Адриатико» в первом тайме на 31 минуте игры Морозини потерял сознание, упал на газон и не смог встать самостоятельно. Перед тем как потерять сознание, он трижды пытался подняться на ноги. После того как он рухнул на поле, игроки начали обращаться к арбитру с просьбой остановить игру, однако тот сделал это не сразу. В итоге игра была прервана, позже многие игроки покидали поле в слезах.
Медицинский персонал стадиона сразу начал оказывать Морозини первую помощь. Медперсонал сделал ему непрямой массаж сердца, использовался дефибриллятор. Однако глава медицинской службы «Пескары» Эрнесто Сабатини заявил, что дефибриллятор не применялся, так как не было электрических импульсов, при которых можно его использовать. Помощь Морозини оказывал также главный кардиолог госпиталя Пескары профессор Палоскиа, который находился на стадионе и вышел на поле сразу после того, как он упал на газон. Машина скорой помощи некоторое время не могла попасть к месту падения Морозини, так как въезд загораживала машина дорожной полиции, оставленная в неположенном месте. Стюардам пришлось разбивать стекло, чтобы её отогнать. В итоге помощь была задержана примерно на пять минут.
Затем Морозини отправили в больницу. По дороге его удалось привести в сознание. После чего снова произошёл коллапс, и он скончался в машине скорой помощи на пути в госпиталь. Однако доктор «Пескары» Андреа Де Блази утверждал, что Пьермарио умер ещё на стадионе.
В госпитале Морозини установили кардиостимулятор для возвращения сердца к работе. Полтора часа ему пытались спасти жизнь при помощи различных методов. В госпитале Санто-Спирито в Пескаре констатировали смерть Пьермарио Морозини. Морозини умер в возрасте 25 лет. Сообщалось о том, что он перенёс три сердечных приступа.
Церемония прощания с Пьермарио Морозини прошла 17 апреля 2012 года на стадионе «Ливорно», «Стадио Армандо Пикки». Катафалк с телом Морозини сделал прощальный круг по беговым дорожкам стадиона. Находящиеся на стадионе люди во время этого провожали его аплодисментами. Все расходы на похороны взял на себя клуб «Аталанта». На церемонии прощания присутствовали несколько тысяч человек. Среди пришедших на церемонию были: Хавьер Санетти и Андреа Раноккия, а также все игроки клуба «Брешиа».
19 апреля состоялись похороны Морозини в Бергамо, на которых присутствовали примерно десять тысяч человек. Траурные мероприятия прошли в церкви, службу проводил отец Лучано Маненти. На похоронах присутствовали игроки «Аталанты», «Удинезе» и других итальянских команд.

### Расследование
Вскрытие не помогло установить точную причину смерти. Медики исключили возможность аневризмы или инфаркта. Для установления причин смерти были проведены токсикологические анализы и углубленное генетическое исследование. Одной из причин смерти называлась неврологическая, выдвигалась также предположение, что смерть спровоцировало столкновение головой с соперником Эммануэлем Кашоне. Также говорилось о том, что Морозини пострадал от трудно диагностируемого генетического дефекта сердца.
Наиболее вероятной причиной смерти являлось, поражение сердечной мышцы — миокардит. Судебная экспертиза проходила в Университете Кьети. По итогам судебно-медицинской экспертизы причиной смерти Морозини была названа наследственная болезнь сердца — у него была аритмогенная кардиомиопатия.
Итальянская прокуратура открыла расследование по факту непреднамеренного убийства. Полицейский, ответственный за задержку машины скорой помощи автоматически отстранен от работы до окончания внутреннего расследования. Максимальный дисциплинарный срок — 6 месяцев. В сентябре 2012 года было начато расследование на предмет халатности и бездействия во время смерти Морозини в отношении доктора «Пескары» Эрнесто Сабатини, врача «Ливорно» Манлио Порчеллини и сотрудника 118-й спасательной службы Вито Мольфесе. Все трое были вызваны на допрос. В марте 2013 года четырём врачам было вынесено обвинение за то, что они не воспользовались дефибриллятором.

### Память
Когда игроки и тренер узнали о произошедшем, то приняли решение, что не выйдут на сегодняшний матч. Руководство лиги решило отменить матчи без нашего ведома, это их воля. Нужно отдать им должное за этот поступок. Это абсолютно правильный шаг, хорошо, что он был принят так быстро. Не думаю, что кто-то из футболистов был готов сегодня выйти на поле…
В связи со смертью Морозини Итальянская федерация футбола в знак траура отменила все матчи в итальянском футболе, которые были запланированы на выходные 14 и 15 апреля, и перенесла их на более поздний срок. Также в следующем туре все игроки клубов итальянской Серии В вышли в футболках под 25 номером. Многие футбольные матчи начались с минуты молчания. В Испании матч «Реал Мадрид» — «Спортинг» (Хихон) на стадионе «Сантьяго Бернабеу» начался с минуты молчания, а игроки «Барселоны» в игре против «Леванте» вышли на поле в чёрных повязках. Во Франции матч «Осер» — «Пари Сен-Жермен» (1:1), также начался с минуты молчания.
Во время матча «Анжи» — «Динамо» (Москва), ФК «Анжи» предложил начать встречу с минуты молчания в память о Пьермарио Морозини. Однако Российская футбольная премьер-лига не разрешила делать этого из-за того, что клуб обратился с просьбой слишком поздно. Одна из тренировок санкт-петербургского «Зенита» и миланского «Интернационале» началась с минуты молчания. Антонио Ди Натале в матче 21 апреля 2012 года, «Кьево» — «Удинезе» (0:0), вышел с капитанской повязкой под номером 25 в память о Пьермарио. Перед началом игры 24 апреля «Аталанта» — «Кьево» (1:0) прозвучала песня Элвиса Пресли — Always on My Mind, а на трибунах висели баннеры с надписями: «Мы никогда тебя не забудем». На матч 24 апреля «Ливорно» — «Читтаделла», игроки «Ливорно» вышли в футболках с номером 25 и надписью: «Отныне на футбольном поле у нас всегда 12 человек. Прощай, Марио». 300 таких футболок было роздано болельщикам, а во время минуты молчания в небо поднялась огромная футболка Морозини на белых шарах. Салли Мунтари в интервью заявил, что в случае победы «Милана» в чемпионате Италии 2011/12 он посвятит эту победу Морозини. Доменико Кришито посвятил победу петербургского «Зенита» в чемпионате России сезона 2011/12 Морозини.
Клуб «Пиза» предложил «Ливорно» устроить благотворительный товарищеский матч, все деньги от которого пойдут сестре Пьермарио. «Аталанта» и «Удинезе» также проведут товарищеский матч в память о Морозини.
Смерть Морозини сравнивали с остановкой сердца у Фабрис Муамба в матче Кубка Англии, которая произошла за месяц до этого. Муамбу тогда сумели спасти врачи. В следующем 36 туре, после гибели Морозини во время игры «Ночерина» — «Реджина» (0:4) потерял сознание защитник «Ночерины» Марко Поманте, который пришёл в сознание в больнице. «Виченца» и «Ливорно» навсегда закрепила 25 номер за Морозини. Также на стадионе «Ливорно» «Стадио Армандо Пикки» один из секторов назовут в честь Морозини. На стадионе «Аталанты» «Атлети Адзурри д’Италия» в память о Морозини был назван один из секторов. В честь Морозини назовут один из стадионов в Бергамо, в Монтероссо — районе где он вырос.
Теннисистка Сара Эррани посвятила победу на турнире в Барселоне над Доминикой Цибулковой памяти Морозини. Многие футболисты выразили соболезнования через Твиттер. Министр туризма и спорта Италии Пьеро Гнуди заявил, что усилит медицинский контроль футболистов. Родственники Морозини призвали не публиковать и убрать из открытого доступа все фото и видеоматериалы, на которых запечатлен момент падения Пьермарио на газон.
Смерть Морозини стала самым трагическим случаем в итальянском футболе в 2012 году. Именем Пьермарио Морозиним была названа награда лучшему игроку молодёжного чемпионата Италии.
После смерти Пьермарио футбольный клуб «Ливорно» будет ежегодно выплачивать его сестре Марии Карле специальное пособие, также помогать ей будет и клуб «Удинезе». Однако после того как президент «Аталанты» Антонио Перкасси пообещал заботиться о сестре Пьермарио, «Удинезе» прекратил принимать пожертвования. Также были созданы различные фонды с целью сбора средств для Марии Карлы.

## Личная жизнь
Морозини встречался с волейболисткой Анной Вавассори, которая выступала в Серии C. Друзьями Пьермарио были футболисты Эмануэле Беларди и Доменико Кришито. Его часто называли Моро, что является сокращением от фамилии.

## Статистика
| Выступление      | Выступление      | Выступление      | Лига | Лига | Кубок | Кубок | Еврокубки | Еврокубки | Итого | Итого |
| Клуб             | Лига             | Сезон            | Игры | Голы | Игры  | Голы  | Игры      | Голы      | Игры  | Голы  |
| ---------------- | ---------------- | ---------------- | ---- | ---- | ----- | ----- | --------- | --------- | ----- | ----- |
| Удинезе          | Серия A          | 2005/06          | 5    | 0    | 0     | 0     | 1         | 0         | 6     | 0     |
| Болонья          | Серия B          | 2006/07          | 16   | 0    | 0     | 0     | —         | —         | 16    | 0     |
| Виченца          | Серия B          | 2007/08          | 34   | 1    | 2     | 0     | —         | —         | 36    | 1     |
| Виченца          | Серия B          | 2008/09          | 32   | 0    | 2     | 0     | —         | —         | 34    | 0     |
| Виченца          | Итого            | Итого            | 67   | 0    | 4     | 0     | —         | —         | 71    | 0     |
| Реджина          | Серия B          | 2009/10          | 17   | 0    | —     | —     | —         | —         | 17    | 0     |
| Падова           | Серия B          | 2009/10          | 14   | 0    | —     | —     | —         | —         | 14    | 0     |
| Удинезе          | Серия A          | 2010/11          | 0    | 0    | 2     | 0     | —         | —         | 2     | 0     |
| Виченца          | Серия B          | 2011/12          | 16   | 0    | —     | —     | —         | —         | 16    | 0     |
| Ливорно          | Серия B          | 2011/12          | 8    | 0    | —     | —     | —         | —         | 8     | 0     |
| Всего за карьеру | Всего за карьеру | Всего за карьеру | 141  | 1    | 6     | 0     | —         | —         | 147   | 1     |